# Гіперповерхня

Приклад гіперповерхні

Гіперповерхнею називається многовид розмірності {\displaystyle n}, який вкладений у евклідів простір на одиницю більшої розмірності {\displaystyle n+1}.

## Одиничний вектор нормалі
Нехай гіперповерхня задана параметричними рівняннями:
{\displaystyle (1)\qquad \mathbf {r} =\mathbf {r} (u^{1},u^{2},\dots u^{n})}
Будемо скрізь в цій статті вважати функції (1) достатньо гладкими (неперервні другі похідні), з невиродженим метричним тензором {\displaystyle g_{ij}=(\mathbf {r} _{i}\cdot \mathbf {r} _{j})}.
Координатні вектори {\displaystyle \mathbf {r} _{i}={\partial \mathbf {r}  \over \partial u^{i}}} в точці многовида {\displaystyle P} задають афінний підпростір — дотичну до многовида гіперплощину. Ортогональним доповненням до гіперплощини є пряма {\displaystyle L}, що проходить через дану точку многовида і перпендикулярна до неї. Виберемо (якийсь один із двох можливих) напрям цієї прямої і відкладемо на прямій одиничний вектор {\displaystyle \mathbf {n} }. В сусідній (близькій до точки {\displaystyle P}) точці {\displaystyle P'} многовида ортогональна пряма {\displaystyle L'} буде близькою за напрямком до прямої {\displaystyle L}, тому проєкція вектора {\displaystyle \mathbf {n} } на {\displaystyle L'} уже однозначно задає додатній напрям на прямій {\displaystyle L'}. Відкладемо в цьому додатньому напрямку прямої {\displaystyle L'} одиничний вектор {\displaystyle \mathbf {n} '}. Таким чином, рухаючись від однієї точки многовида до іншої в деякій області многовида, ми матимемо векторну функцію:
{\displaystyle (2)\qquad \mathbf {n} =\mathbf {n} (P)=\mathbf {n} (u^{1},u^{2},\dots u^{n})}
Ця функція буде неперервною (оскільки гіперповерхня (1) гладка, без особливих точок). Спробуємо поширити функцію {\displaystyle \mathbf {n} =\mathbf {n} (P)} на весь многовид. Це можна зробити в тому разі, коли рухаючись по будь-якому замкнутому контуру, що лежить в гіперповерхні, почавши з точки {\displaystyle P} і обчислюючи по неперервності вектор нормалі, ми вернемося в точку {\displaystyle P} з тим самим напрямком вектора нормалі. Така гіперповерхня називається двосторонньою або орієнтовною. Але бувають і такі гіперповерхні, що обійшовши деякий замкнутий контур ми повернемось в точку {\displaystyle P} з протилежним вектором нормалі. Такі гіперповерхні називають односторонніми або неорієнтовними. Прикладами односторонніх гіперповерхонь є стрічка Мебіуса та пляшка Клейна.
Із ортогональності вектора нормалі до координатних векторів гіперповерхні маємо рівняння:
{\displaystyle (3)\qquad (\mathbf {n} \cdot \mathbf {r} _{i})=0}
а одинична довжина вектора нормалі описується рівнянням:
{\displaystyle (4)\qquad \mathbf {n} ^{2}=(\mathbf {n} \cdot \mathbf {n} )=1}

## Тензор повної кривини
Із розкладу
{\displaystyle (5)\qquad \mathbf {r} _{ij}=\Gamma _{ij}^{k}\mathbf {r} _{k}+\mathbf {b} _{ij}}
і того факту, що існує лише один напрям {\displaystyle \mathbf {n} }, ортогональний до векторів {\displaystyle \mathbf {r} _{i}}, слідує, що всі вектори {\displaystyle \mathbf {b} _{ij}} колінеарні вектору {\displaystyle \mathbf {n} }, тобто ми можемо записати:
{\displaystyle (6)\qquad \mathbf {b} _{ij}=\mathbf {n} b_{ij}}
Числа {\displaystyle b_{ij}} є проєкціями векторів {\displaystyle \mathbf {b} _{ij}} на вектор нормалі {\displaystyle \mathbf {n} }, а тому можуть бути як додатніми так і від'ємними.
Відповідно до формули (6), кривина всіх геодезичних ліній, що проходять через фіксовану точку {\displaystyle P} многовиду, паралельна вектору {\displaystyle \mathbf {n} } (центри кривини лежать на прямій, що ортогональна до многовиду):
{\displaystyle (7)\qquad \mathbf {k} =\mathbf {b} _{ij}\tau ^{i}\tau ^{j}=\mathbf {n} b_{ij}\tau ^{i}\tau ^{j}=\mathbf {n} k}
{\displaystyle (7a)\qquad k=b_{ij}\tau ^{i}\tau ^{j}}

## Похідні вектора нормалі
Диференціювання по координатах многовида формули (4) дає:
{\displaystyle (8)\qquad {\partial  \over \partial u^{i}}\mathbf {n} ^{2}=2(\mathbf {n} \cdot \mathbf {n} _{i})=0}
тобто похідні одиничного вектора нормалі {\displaystyle \mathbf {n} _{i}={\partial \mathbf {n}  \over \partial u^{i}}} ортогональні до самого вектора нормалі {\displaystyle \mathbf {n} }, а тому лежать в дотичній до многовида гіперплощині. Ми можемо розкласти вектор {\displaystyle \mathbf {n} _{i}} по базисних векторах дотичного простору:
{\displaystyle (9)\qquad \mathbf {n} _{i}=\alpha _{i}^{j}\mathbf {r} _{j}}
Знайдемо коефіцієнти розкладу {\displaystyle \alpha _{i}^{j}}. Для цього помножимо ліву і праву частини формули (9) скалярно на вектор {\displaystyle \mathbf {r} _{k}}.

Для лівої частини маємо:
{\displaystyle (10)\qquad (\mathbf {n} _{i}\cdot \mathbf {r} _{k})=\partial _{i}(\mathbf {n} \cdot \mathbf {r} _{k})-(\mathbf {n} \cdot \mathbf {r} _{ik})=-b_{ik}}
А для правої:
{\displaystyle (11)\qquad \alpha _{i}^{j}(\mathbf {r} _{j}\cdot \mathbf {r} _{k})=\alpha _{i}^{j}g_{jk}=\alpha _{ik}}
Із формул (9-11) одержуємо наступну формулу для обчислення похідних одиничного вектора нормалі через тензор повної кривини:
{\displaystyle (12)\qquad \mathbf {n} _{i}=-b_{i}^{j}\mathbf {r} _{j}}
Відмітимо, що вектор {\displaystyle \mathbf {n} } ортогональний до координат на многовиді, а тому його коваріантна похідна збігається з частинною похідною (подібно до градієнта скаляра):
{\displaystyle (13)\qquad \nabla _{i}\mathbf {n} =\partial _{i}\mathbf {n} =\mathbf {n} _{i}}
Для геодезичної лінії, яку ми розглянемо як криву лінію в охоплюючому {\displaystyle (n+1)}-вимірному евклідовому просторі, вектор нормалі до гіперповерхні {\displaystyle \mathbf {n} } буде збігатися з головним вектором нормалі до кривої, якщо число {\displaystyle k} в формулі (7а) додатне, або буде протилежним вектором (якщо {\displaystyle k<0}). Знайдемо кручення геодезичної {\displaystyle {\boldsymbol {\varkappa }}}:
{\displaystyle (14)\qquad {d\mathbf {n}  \over ds}=-k{\boldsymbol {\tau }}+{\boldsymbol {\varkappa }}}
{\displaystyle (15)\qquad {d\mathbf {n}  \over ds}=\mathbf {n} _{i}{du^{i} \over ds}=\mathbf {n} _{i}\tau ^{i}=-b_{j}^{i}\tau ^{j}\mathbf {r} _{i}}
{\displaystyle (16)\qquad {\boldsymbol {\varkappa }}={d\mathbf {n}  \over ds}+k{\boldsymbol {\tau }}=(-b_{j}^{i}\tau ^{j}+k\tau ^{i})\mathbf {r} _{i}}
Із формули (16) ми бачимо, що кручення геодезичної лінії буде дорівнювати нулю, якщо вектор дотичної {\displaystyle \tau ^{i}} буде власним вектором матриці {\displaystyle b_{j}^{i}}:
{\displaystyle (17)\qquad b_{j}^{i}\tau ^{j}=k\tau ^{i}}

## Головні кривини і напрямки гіперповерхні
Симетричний тензор {\displaystyle b_{ij}} в дотичному в точці {\displaystyle P} до гіперповерхні векторному просторі задає лінійне перетворення:
{\displaystyle (18)\qquad y_{i}=b_{i}^{j}x_{j}}
і ми можемо поставити задачу на власні числа і вектори цього перетворення. Спочатку перейдемо в систему координат, яка буде прямокутною декартовою в точці {\displaystyle P} (дивіться Майже декартові координати в точці многовида). Оскільки метричний тензор в цій точці одиничний ({\displaystyle g_{ij}=\delta _{ij}}), то коваріантні і контраваріантні координати тензора {\displaystyle b_{ij}} будуть однакові, тому перетворення (18) здійснюється симетричною матрицею {\displaystyle b_{i}^{j}}. Як відомо з теорії матриць, симетрична матриця має {\displaystyle n} взаємно ортогональних власних векторів {\displaystyle {\boldsymbol {\tau }}^{(s)},\;s=1,2,\dots n} (ми можемо їх вважати також одиничними), причому всі відповідні їм власні числа є дійсними числами {\displaystyle k^{(s)}} (що можуть бути як додатніми так і від'ємними).
В обраній системі координат маємо:
{\displaystyle (19)\qquad b_{i}^{j}\tau _{j}^{(s)}=k^{(s)}\tau _{i}^{(s)}}
{\displaystyle (20)\qquad \sum _{i}\tau _{i}^{(s)}\tau _{i}^{(p)}=({\boldsymbol {\tau }}^{(s)}\cdot {\boldsymbol {\tau }}^{(p)})=\delta ^{sp}={\begin{cases}1,&s=p\\0,&s\neq p\end{cases}}}
Формула (19) має тензорний характер, а тому справедлива в будь-якій системі координат, так само і ортогональність власних векторів (20) можна записати в будь-якій системі координат через метричний тензор:
{\displaystyle (21)\qquad g^{ij}\tau _{i}^{(s)}\tau _{j}^{(p)}=g_{ij}\tau ^{(s)i}\tau ^{(p)j}=\delta ^{sp}}
За формулою (7a) ми можемо знайти кривину геодезичної лінії, що проведена паралельно одному з власних векторів {\displaystyle {\boldsymbol {\tau }}^{(s)}}:
{\displaystyle (22)\qquad k=b_{ij}\tau ^{(s)i}\tau ^{(s)j}=k^{(s)}\tau _{j}^{(s)}\tau ^{(s)j}=k^{(s)}}
Власні числа {\displaystyle k^{(1)},k^{(2)},\dots k^{(n)}} називаються головними кривинами гіперповерхні, а відповідні їм власні вектори — головними напрямками.
В системі координат, яка в точці {\displaystyle P} гіперповерхні має координатні вектори {\displaystyle \mathbf {r} _{i}} що збігаються з головними напрямками, матриця тензора повної кривини {\displaystyle b_{ij}=b_{i}^{j}} буде діагональною:
{\displaystyle (23)\qquad B=(b_{ij})={\begin{bmatrix}k^{(1)}&0&\cdots &0\\0&k^{(2)}&\cdots &0\\\cdots &\cdots &\ddots &\cdots \\0&0&\cdots &k^{(n)}\end{bmatrix}}}
Те ж саме можна записати в тензорних позначеннях:
{\displaystyle (24)\qquad b_{ij}=k^{(i)}\delta _{ij}}
у цій формулі додавання за індексом {\displaystyle i} не проводиться.
Запишемо спектральний розклад тензора {\displaystyle b_{ij}}, користуючись власними числами і векторами. В довільній системі координат маємо:
{\displaystyle (25)\qquad b_{ij}=\sum _{s}k^{(s)}\tau _{i}^{(s)}\tau _{j}^{(s)}}

## Рівняння Петерсона-Кодацці
Розглянемо дію комутатора коваріантних похідних на координатні вектори:
{\displaystyle (26)\qquad [\nabla _{j}\nabla _{k}]\mathbf {r} _{i}=-R_{\,ijk}^{s}\mathbf {r} _{s}}
Цей комутатор ми можемо записати через тензор повної кривини:
{\displaystyle (27)\qquad [\nabla _{j}\nabla _{k}]\mathbf {r} _{i}=\nabla _{j}(\nabla _{k}\mathbf {r} _{i})-\nabla _{k}(\nabla _{j}\mathbf {r} _{i})=\nabla _{j}\mathbf {b} _{ki}-\nabla _{k}\mathbf {b} _{ji}=}
{\displaystyle \qquad =(\nabla _{j}\mathbf {n} )b_{ki}+\mathbf {n} \nabla _{j}b_{ki}-(\nabla _{k}\mathbf {n} )b_{ji}-\mathbf {n} \nabla _{k}b_{ji}=-(b_{j}^{s}b_{ki}-b_{k}^{s}b_{ji})\mathbf {r} _{s}+\mathbf {n} (\nabla _{j}b_{ki}-\nabla _{k}b_{ji})}
Порівнюючи формули (26) і (27) знаходимо:
{\displaystyle (28)\qquad R_{\,ijk}^{s}=b_{j}^{s}b_{ki}-b_{k}^{s}b_{ji},\qquad R_{ijkl}=b_{ik}b_{jl}-b_{il}b_{jk}}
{\displaystyle (29)\qquad \nabla _{j}b_{ki}=\nabla _{k}b_{ji}}
Рівняння (29) називається рівнянням Петерсона-Кодацці. Цю рівність можна трактувати таким чином: коваріантна похідна тензора повної кривини для гіперповерхні є симетричним тензором з трьома індексами:
{\displaystyle (30)\qquad \nabla _{i}b_{jk}=b_{ijk}}

## Тензор внутрішньої кривини
Підставимо в формулу (28) спектральний розклад (25). Знаходимо тензор Рімана:
{\displaystyle (31)\qquad R_{ijkl}=b_{ik}b_{jl}-b_{il}b_{jk}=\sum _{p,s}\left(k^{(p)}\tau _{i}^{(p)}\tau _{k}^{(p)}k{(s)}\tau _{j}^{(s)}\tau _{l}^{(s)}-k^{(p)}\tau _{i}^{(p)}\tau _{l}^{(p)}k{(s)}\tau _{j}^{(s)}\tau _{k}^{(s)}\right)=}
{\displaystyle \qquad =\sum _{p,s}k^{(p)}k^{(s)}\tau _{i}^{(p)}\tau _{j}^{(s)}\left(\tau _{k}^{(p)}\tau _{l}^{(s)}-\tau _{l}^{(p)}\tau _{k}^{(s)}\right)}
Введемо позначення бівектора — орієнтованої площадки {\displaystyle {\boldsymbol {\sigma }}^{(ps)}}, побудованої на двох векторах головних напрямків:
{\displaystyle (32)\qquad {\boldsymbol {\sigma }}^{(ps)}={\boldsymbol {\tau }}^{(p)}\wedge {\boldsymbol {\tau }}^{(s)}}
або те саме в компонентах:
{\displaystyle (33)\qquad \sigma _{ij}^{(ps)}=\tau _{i}^{(p)}\tau _{j}^{(s)}-\tau _{j}^{(p)}\tau _{i}^{(s)}}
Ці бівектори мають одиничну площу і взаємно ортогональні:
{\displaystyle (34)\qquad |{\boldsymbol {\sigma }}^{(ps)}|=|{\boldsymbol {\tau }}^{(p)}||{\boldsymbol {\tau }}^{(s)}|\sin \phi =1}
{\displaystyle (35)\qquad \sigma _{ij}^{(ps)}\sigma ^{(kl)\,ij}=0,\;{\mbox{if }}(ps)\neq (kl)}
У правій частині формули (31) діагональні доданки з однаковими індексами ({\displaystyle p=s}) дорівнюють нулю, а недіагональні розбиваються на дві однакові за кількістю групи: доданки з {\displaystyle p<s}, і доданки з {\displaystyle p>s}. Тому формулу (31) можна переписати так:
{\displaystyle (36)\qquad R_{ijkl}=\sum _{p<s}k^{(p)}k^{(s)}\sigma _{ij}^{(ps)}\sigma _{kl}^{(ps)}}
Із формули (36) і властивості бівектора легко видно, що має виконуватися алгебраїчна тотожність Біанкі. Адже для будь-якого бівектора {\displaystyle \sigma ){ij}} (орієнтованої площадки) маємо тотожність:
{\displaystyle (37)\qquad \sigma _{ij}\sigma _{kl}+\sigma _{jk}\sigma _{il}+\sigma _{ki}\sigma _{jl}=0}
В системі координат, що побудована на головних напрямках гіперповерхні, власні вектори мають координати:
{\displaystyle (38)\qquad \tau _{i}^{(s)}=\delta _{i}^{s},\qquad {\boldsymbol {\tau }}^{(s)}=\{0,0,\dots 1,0,\dots 0\}}
Тут у виразі в дужках одиниця стоїть на {\displaystyle s}-тому місці, а решта координат дорівнюють нулю.
Легко можна записати і координати бівекторів {\displaystyle \sigma _{ij}^{(ps)}}, скориставшись формулами (33):
{\displaystyle (39)\sigma _{ij}^{(ps)}={\begin{cases}1,&i=p,\,j=s\\-1,&i=s,\,j=p\\0,&{\mbox{for any other }}i,j\end{cases}}}
Із (39) і (36) знаходимо ненульові компоненти тензора Рімана:
{\displaystyle (40)\qquad R_{ijij}=-R_{ijji}=k^{(i)}k^{(j)},\qquad i\neq j}
Далі, оскільки в обраній системі координат метричний тензор дорівнює одиничній матриці, знаходимо тензор Річчі і скалярну кривину:
{\displaystyle (41)\qquad R_{ij}=\sum _{s}R_{isjs}=0,\qquad {\mbox{if }}i\neq j}
{\displaystyle (41a)\qquad R_{ii}=\sum _{j\neq i}R_{ijij}=k^{(i)}\sum _{j\neq i}k^{(j)}}
{\displaystyle (42)\qquad R=\sum _{i,j \over i\neq j}k^{(i)}k^{(j)}=2\sum _{i<j}k^{(i)}k^{(j)}}

## Відображення в одиничну гіперсферуSn{\displaystyle \mathbb {S} ^{n}}
Для кожної точки гіперповерхні {\displaystyle \mathbf {r} =\mathbf {r} (u^{1},u^{2},\dots u^{n})} маємо одиничний вектор нормалі {\displaystyle \mathbf {n} =\mathbf {n} (u^{1},u^{2},\dots u^{n})} (формула 3), який ми відкладемо від початку декартової системи координат в евклідовому {\displaystyle (n+1)}-вимірному просторі. Кінець цього вектора (точка) лежить на гіперсфері одиничного радіуса. Задамось питанням, яким може бути на цій гіперсфері образ всієї нашої гіперповерхні.
Якщо наша гіперповерхня плоска, то її образом буде лише одна точка на гіперсфері. Образом циліндра або конуса буде лінія на гіперсфері (коло — для кругового циліндра чи конуса). В загальнішому випадку це буде деяка область на гіперсфері, яка може зокрема покривати і всю гіперсферу, навіть і неоднократно. Отже для замкнутого многовида ми маємо деяку цілочислену характеристику — скільки разів його образ покриває одиничну гіперсферу. Очевидно, що при малих деформаціях многовида ця характеристика не змінюється і є топологічним інваріантом гіперповерхні. Поставимо за мету вивести інтегральну формулу для обчислення цього інваріанта.
Для цього нам потрібна формула для перетворення об'ємів при відображенні в одиничну гіперсферу {\displaystyle \mathbb {S} ^{n}}.
Спочатку розглянемо маленький відрізок на многовиді, який ми представимо вектором {\displaystyle d\mathbf {r} =\mathbf {r} _{i}du^{i}}. Його образом на гіперсфері буде відрізок:
{\displaystyle (43)\qquad d\mathbf {n} =\mathbf {n} _{i}du^{i}=-(b_{i}^{j}du^{i})\mathbf {r} _{j}}
Тепер ми можемо розглянути паралелепіпед, побудований на {\displaystyle n} векторах:
{\displaystyle (44)\qquad (d\mathbf {r} )^{(1)}=\mathbf {r} _{1}du^{1},\;(d\mathbf {r} )^{(2)}=\mathbf {r} _{2}du^{2},\;\dots \;(d\mathbf {r} )^{(n)}=\mathbf {r} _{n}du^{n}}
Об'єм цього паралелепіпеда буде величиною мультивектора, складеного з цих векторів:
{\displaystyle (45)\qquad d{\boldsymbol {\tau }}^{(\mathbf {r} )}=(\mathbf {r} _{1}\wedge \mathbf {r} _{2}\wedge \cdots \wedge \mathbf {r} _{n})du^{1}du^{2}\cdots du^{n}}
Образами векторів (44) на гіперсфері {\displaystyle \mathbb {S} ^{n}} будуть такі вектори:
{\displaystyle (46)\qquad {\begin{matrix}(d\mathbf {n} )^{(1)}=\mathbf {n} _{1}du^{1}=(-\sum _{i_{1}}b_{1}^{i_{1}}\mathbf {r} _{i_{1}})du^{1}\\(d\mathbf {n} )^{(2)}=\mathbf {n} _{2}du^{2}=(-\sum _{i_{2}}b_{2}^{i_{2}}\mathbf {r} _{i_{2}})du^{2}\\\cdots \\(d\mathbf {n} )^{(n)}=\mathbf {n} _{n}du^{n}=(-\sum _{i_{n}}b_{n}^{i_{n}}\mathbf {r} _{i_{n}})du^{n}\end{matrix}}}
З цих образів ми також складаємо мультивектор:
{\displaystyle (47)\qquad d{\boldsymbol {\tau }}^{(\mathbf {n} )}=(\mathbf {n} _{1}\wedge \mathbf {n} _{2}\wedge \cdots \wedge \mathbf {n} _{n})du^{1}du^{2}\cdots du^{n}=(-1)^{n}\det(b_{j}^{i})\,d{\boldsymbol {\tau }}^{(\mathbf {r} )}}
З формули (47) видно, що образ мультивектора пропорційний оригіналу з коефіцієнтом пропорційності, який ми позначимо так:
{\displaystyle (48)\qquad K^{[n]}=(-1)^{n}\det(b_{j}^{i})=(-k^{(1)})(-k^{(2)})\cdots (-k^{(n)})}
і назвемо кривиною Ґаусса {\displaystyle n}-го степеня. Цей коефіцієнт з точністю до знаку дорівнює добутку головних кривин гіперповерхні.
Властивості добутку головних кривин двовимірної гіперповерхні вперше вивчив німецький математик Карл Фрідріх Ґаусс у 1827 році.

## Інтеграл Ґаусса
Розглянемо замкнуту гіперповерхню {\displaystyle M} (подібну до сфери, тора і т. д.), і проінтегруємо кривину Ґаусса по всій нашій гіперповерхні (це і є інтегралом Ґаусса):
{\displaystyle (49)\qquad I=\int _{M}K^{[n]}d\tau ^{(\mathbf {r} )}}
Підінтегральний вираз внаслідок (47) дорівнює елементу об'єму одиничної гіперсфери {\displaystyle \mathbb {S} ^{n}}, взятому зі знаком «плюс» або «мінус» залежно від знаку кривини Ґаусса. Образ на гіперсфері може мати складки, коли одна і та ж точка гіперсфери покривається зі знаком «плюс» для одної точки многовида, і зі знаком «мінус» для деякої іншої точки многовида. В цьому разі відповідні вклади в інтеграл (49) компенсуються. Але оскільки образ не має обірваних країв (для двосторонніх гіперповерхонь), то він повинен покривати всю гіперсферу, можливо кілька разів. Цей факт можна записати у вигляді такої формули:
{\displaystyle (50)\qquad \int _{M}K^{[n]}d\tau ^{(\mathbf {r} )}=N\omega _{n+1}}
де {\displaystyle N} — ціле число (для двосторонніх гіперповерхонь), яке може бути як додатнім, так і від'ємним, а {\displaystyle \omega _{n+1}} — об'єм одиничної гіперсфери:
{\displaystyle (51)\qquad \omega _{n+1}=\omega (\mathbb {S} ^{n})={2\pi ^{n+1 \over 2} \over \Gamma ({n+1 \over 2})}}
Для односторонніх гіперповерхонь також справедлива формула (50), але в ній число {\displaystyle N} напівціле (оскільки одна й та ж точка многовиду має два образи — діаметрально протилежні точки на гіперсфері).
Зазначимо, що не для всіх цілих та напівцілих чисел {\displaystyle N} існує гладка замкнута гіперповерхня, для якої виконується рівність (50). Наприклад, при розмірності гіперповерхні {\displaystyle n=1}, тобто кривої на площині, число {\displaystyle N} не може бути напівцілим (у кривої що має форму краплі, є хвіст, в якому вектори нормалі протилежні, але ця точка не є регулярною точкою). Цілі числа {\displaystyle N} реалізуються кривими, які (із самоперетином) {\displaystyle N} разів обкручуються довкола фіксованої точки площини. Формула (50) для кривої {\displaystyle L} запишеться так:
{\displaystyle (51)\qquad -\oint _{L}kds=2\pi N}
де {\displaystyle k} — кривина кривої, взята зі знаком плюс або мінус в залежності від того, за чи проти годинникової стрілки вигинається крива. Число {\displaystyle N=0} реалізується для кривої у формі вісімки.
Для двомірної гіперповерхні {\displaystyle S} ({\displaystyle n=2}) в тривимірному просторі, число {\displaystyle N} дорівнює половині Ейлерової характеристики:
{\displaystyle (52)\qquad N={1 \over 2}\chi (S)}
а тому може набувати всіх цілих та напівцілих значень менших або рівних одиниці: {\displaystyle N\leq 1}